# راکلند، انتاریو
راکلند، انتاریو (به انگلیسی: Rockland) یک منطقهٔ مسکونی در کانادا است که در شهرستان‌های پرسکات و راسل واقع شده‌است.

## خصوصیات
راکلند  ۱۱٬۰۹۹ نفر جمعیت دارد.